# Defdump
dEFDUMp war eine Hardcore-Punk-Band aus Tetingen, Luxemburg, die im Jahr 1994 gegründet wurde und sich im Jahr 2008 auflöste. Sie hat fünf Studioalben veröffentlicht.

## Geschichte
Zunächst bestand die Band unter dem Namen DUMP, welcher sich aus den Anfangsbuchstaben der vier Gründungsmitglieder zusammensetzte. Als ein zweiter Gitarrist zu ihnen stieß, änderte sich der Name in DUMMP. Als dieser die Band wieder verließ, änderte sich der Bandname erneut in dEFDUMp.
Einer ihrer bekanntesten Unterstützer war Max Cavalera, Sänger und Gitarrist von Sepultura und Soulfly, mit denen sie öfters auf Tour waren. Er trug bei Auftritten, Interviews und auf Fotos öfters ein dEFDUMp T-Shirt, um sie auf diese Weise zu unterstützen.
Am 27. September 2008 spielte die Band ihr Abschiedskonzert im Club Den Atelier in Luxemburg-Stadt.

## Stil
Die Band versuchte, allen Definitionen von Musik- und Stilrichtungen zu entkommen. „Unsere Beweggründe sind einzig und allein Musik zu machen, die wir mögen, und die Musik so klingen zu lassen, wie wir denken, dass sie klingen sollte“, so „Usel“ der Sänger der Band.
Laut eigener Aussage ging es der Band darum, das Leben mit all seinen Facetten und alle Formen des Lebens zu respektieren sowie sich selbst zu finden.

## Diskografie
- 1996: let the tearz flow (Demokassette – Eigenveröffentlichung)
- 1997: Hempcore (Angry Family Records)
- 1999: Circle's Closing (Eigenveröffentlichung)
- 2001: David Versus Corporate Society (Hopewell Records)
- 2002: The Sparkle Has Become a Flame (Eigenveröffentlichung)
- 2003: David Versus Corporate Society & Circle's Closing (Last Effort Recordings / Kablio Muzika)
- 2003: The Only Ones Left to Be Afraid of (Split mit Kafka; Self Fulfillment Records / No! Records / Hurry Up Records / Rebound Action / I.C. Recordings / Shove Records / Bloody Tears Collective)
- 2004: Makeshift Polaris (Eigenveröffentlichung)
- 2007: This Is Forevermore (Listenable / Winged Skull Records)